# Iliou Melathron

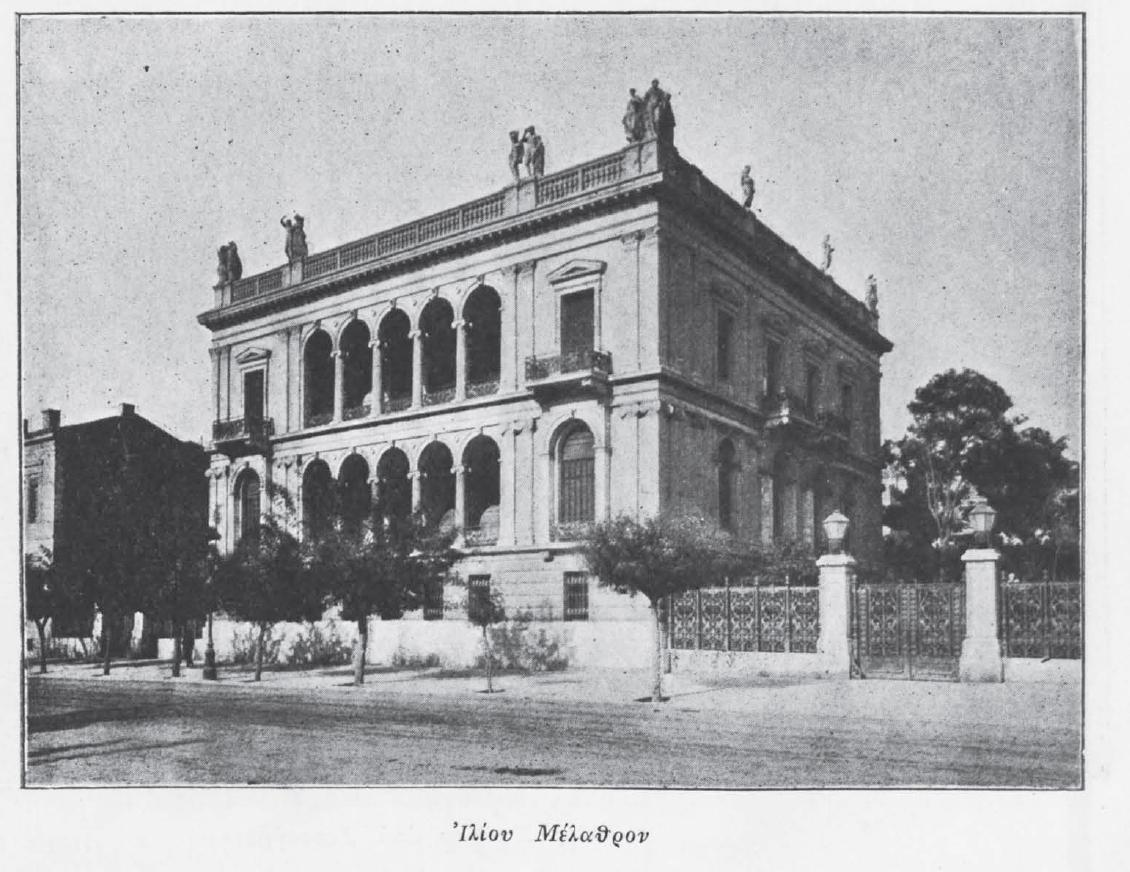
Historische Fotografie des Iliou Melathron

Iliou Melathron (griechisch Ιλίου Μέλαθρον, Palast von Ilion) ist ein Neorenaissance-Palais im Zentrum der griechischen Hauptstadt Athen, das sich Heinrich Schliemann von seinem Freund, dem Architekten Ernst Ziller, als Familienwohnsitz erbauen ließ. Heute beherbergt es das Numismatische Museum.

## Gebäude

Iliou Melathron, Entwurf Zillers, um 1878

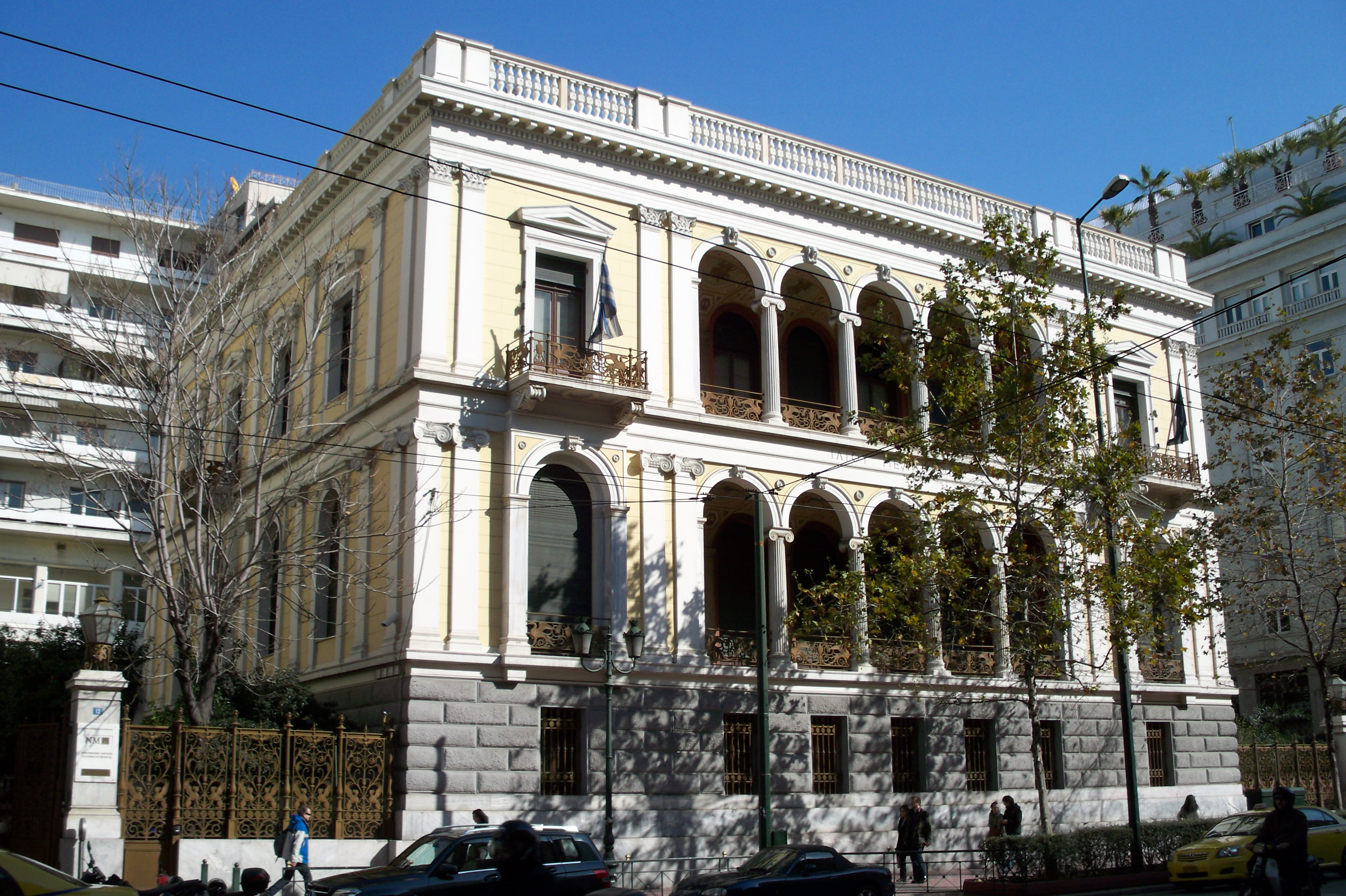
Iliou Melathron

Das Palais wurde 1878/79 erbaut und am 30. Januar 1881 eingeweiht, nachdem das Interieur ein Jahr lang von dem slowenischen Maler Jurij Šubic (1855–1890) ausgemalt worden war.
Das Gebäude hat eine Grundfläche von 25 × 23 Metern. Es folgt formal dem italienischen Renaissance-Stil toskanischer Prägung, hat jedoch auch viele Zitate aus der griechischen Antike. Die eindrucksvolle Fassade an der Panepistimiou (Universitätsstraße) wird von einer doppelstöckigen dunkelrot ausgemalten Loggia beherrscht, die von einer Arkade ionischer Marmorsäulen abgeschlossen wird. Das Palais ist an drei Seiten von einem Garten umgeben. Die Hakenkreuzsymbole am Zaun sind Vorbildern in Troja nachempfunden, die Schliemann dort ausgrub und als Feuerquirl interpretierte.
Schliemanns Vorgabe: „Da ich zeitlebens in kleinen Häusern wohnte, möchte ich die restlichen Jahre meines Lebens in einem großen Bau verbringen. Ich möchte Weiträumigkeit und nichts mehr. Du kannst jeglichen Stil auswählen, meine einzige Forderung ist eine breite Marmortreppe, die vom Erdgeschoss zum ersten Stock führen soll und als oberen Abschluss eine Terrasse“ führte laut Georgios Stylianos Korres zu einem der „repräsentativsten, prächtigsten und originellsten Gebäuden Europas des vorigen [19.] Jahrhunderts“. Der kompakte dreigeschossige Bau auf etwa quadratischem Grundriss zeigt in der Straßenansicht eine Rundbogenloggia und erinnert an den Palazzo Trevisan im Venedig des 16. Jahrhunderts, aber auch die Verwandtschaft mit Nicolais Haus Seebach und Gottfried Sempers Villa Rosa ist zu erkennen. Insbesondere die Villa Rosa hatte es Schliemann auf einer Reise nach Dresden angetan, er soll sie Ziller als Architekturbeispiel empfohlen haben. Ziller zitiert sich jedoch auch schon selbst, hatte er doch bereits 1871 beim Theater in Patras diese Arkaden-Bogenfolge eingesetzt.

## Nutzung
Im Erdgeschoss waren zwei Museumsräume für Heinrich Schliemanns Grabungsfunde untergebracht, ferner die Hauswirtschaftsräume. Im ersten Obergeschoss befanden sich die großen Empfangsräume wie der Hesperiden-Saal, ein Gesellschafts- und Ballsaal, der für Empfänge und als literarischer Salon diente. Im zweiten Obergeschoss waren Schliemanns Arbeitsräume, seine Bibliothek mit Büro und die Wohnräume der Familie eingerichtet. Heinrich Schliemann und seine Familie bewohnte Iliou Melathron bis zu seinem Tod 1890, dann erbte es seine Ehefrau Sophia. Diese verkaufte es 1926 an den griechischen Staat, um ihren sich in finanziellen Schwierigkeiten befindlichen Sohn Agamemnon Schliemann zu unterstützen.
Von 1934 bis 1981 war das Haus Sitz des obersten griechischen Gerichtshofes Areopag. Danach wurde es umfangreich saniert. Seit Dezember 1998 beherbergt es das Numismatische Museum.

## Raumaufteilung
Die folgende Raumaufteilung bezieht sich auf die Planung Zillers in seinen im Bild dargestellten Grundrissen:

### Erdgeschoss
- 1,2: Museum
- 3–5: Dienerzimmer
- 6: Keller
- 7: Küche
- 8: Bad

### Erstes Stockwerk

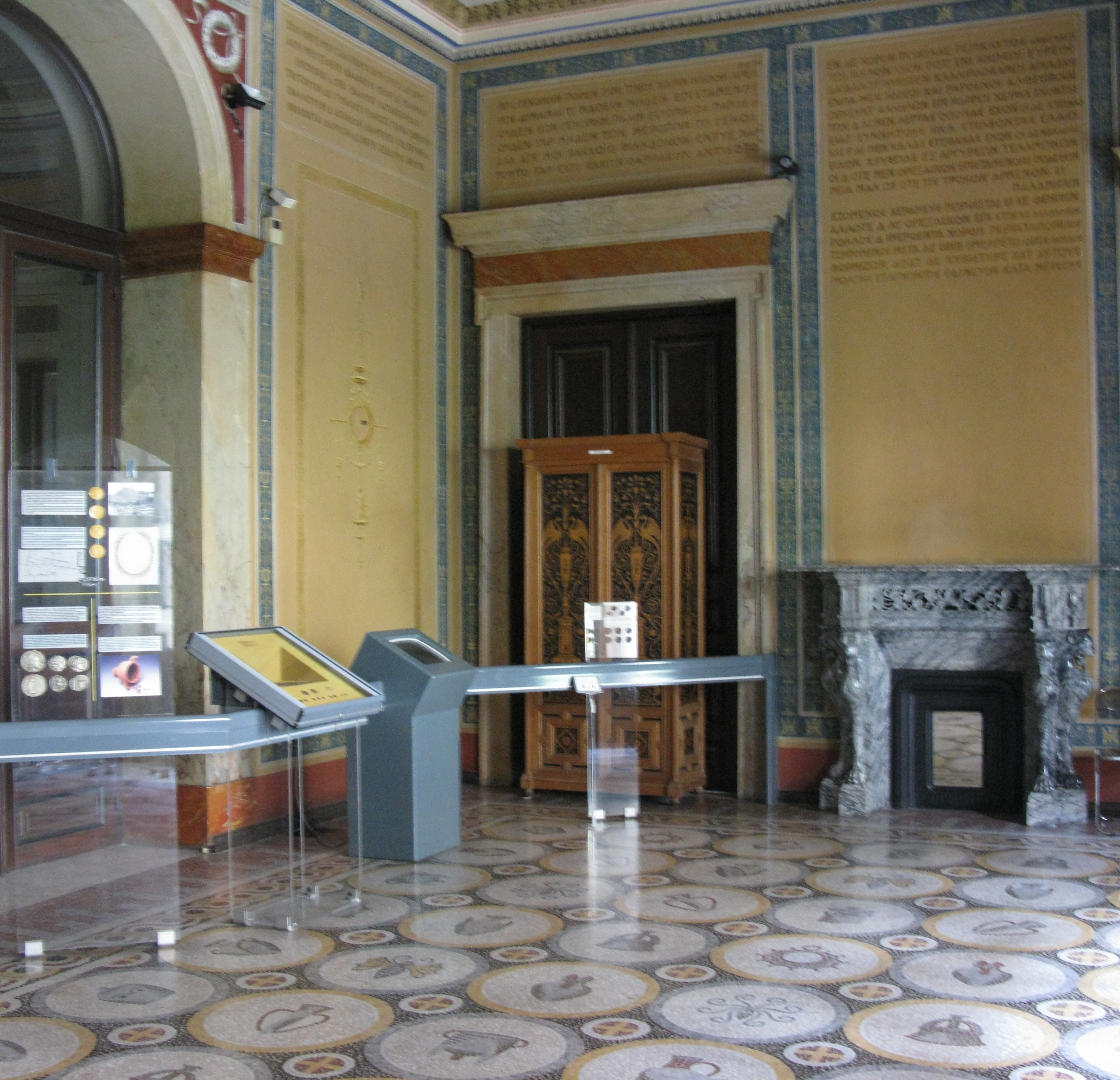
Illiou Melathron im Inneren

- 9: Halle
- 10–12: Gesellschaftsräume
- 13: Speisezimmer
- 14–16: Toiletten

### Zweites Stockwerk
- 17: Vorraum
- 18: Bibliothek
- 19,20: Arbeitszimmer
- 21: Schlafzimmer
- 22–25: verschiedene Zimmer